# Kömlő
Kömlő là một thị trấn thuộc hạt Heves, Hungary. Thị trấn này có diện tích 49,22 km², dân số năm 2010 là 1811 người, mật độ 37 người/km².